# Юнак, Михаил Михайлович
Михаил Михайлович Юнак (10 ноября 1946 года, Городокский район, Львовская область — 6 декабря 2018 года) — советский самбист, чемпион и призёр чемпионатов СССР, победитель Спартакиады народов СССР, чемпион мира, Заслуженный мастер спорта СССР.
Выпускник Львовского государственного университета физической культуры. Воспитанник Михаила Евтушова.
Закончив выступления, стал старшим тренером женской сборной Украины по самбо.

## Спортивные достижения
- Чемпионат СССР по самбо 1973 — ;
- Чемпионат СССР по самбо 1974 — ;
- Самбо на летней Спартакиаде народов СССР 1975 — .